# Tocznikowce

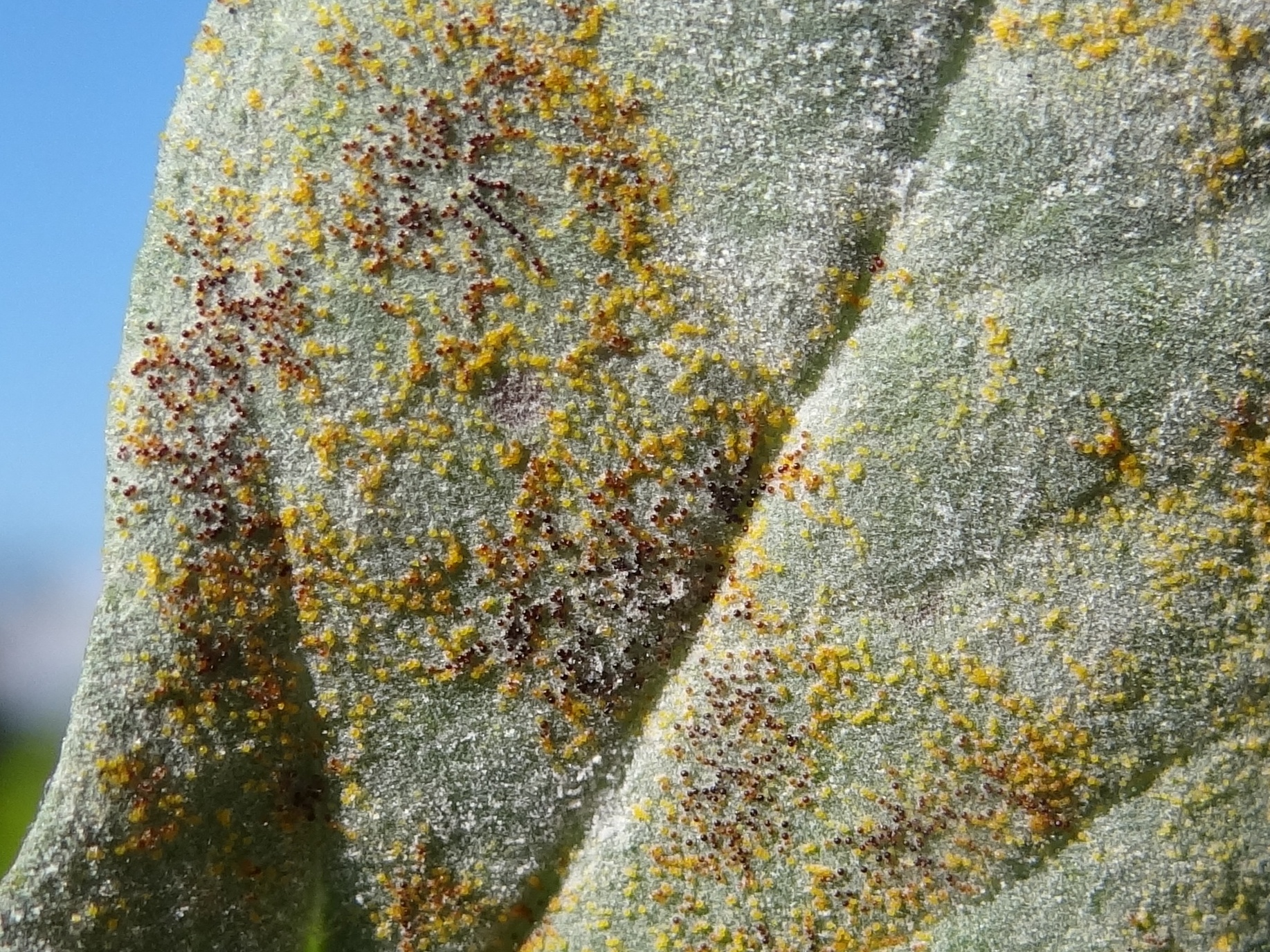
Erysiphe convolvuli na liściu powoju polnego

Tocznikowce (Helotiales Nannf. ex Korf & Lizoň) – rząd grzybów z klasy patyczniaków (Leotiomycetes).

## Charakterystyka
Grzyby o owocnikach typu apotecjum osadzonych na trzonku, lub siedzących (beztrzonowych), o wielkości od 0,5 do 5 mm. Apotecja o barwie od beżowej przez brunatną do ciemnobrunatnej, miseczkowate, pucharkowate lub dyskowate, czasami owłosione. Ściana zbudowana z dwóch lub trzech warstw różniących się budową komórek. Hymenium zbudowane z worków i różnego kształtu wstawek. Worki zwykle drobne, maczugowate lub cylindryczne, monotunikowe z aparatem apikalnym w postaci pierścienia na nieco pogrubionym szczycie worka. Wstawki mogą mieć lekko napęczniałe lub rozgałęzione wierzchołki i wystają nad worki tworząc epitecjum. Askospory przeważnie szkliste i jednokomórkowe bez galaretowatej osłonki.
Grzyby saprotroficzne i pasożytnicze, nieliczne gatunki wchodzą w skład porostów.

## Systematyka
Pozycja w klasyfikacji według Index FungorumHelotiales, Leotiomycetidae, Leotiomycetes, Ascomycota, Fungi.
TaksonomiaWedług aktualizowanej klasyfikacji Index Fungorum bazującej na Dictionary of the Fungi do rzędu tego należą rodziny i rodzaje incertae sedis:
- Amicodiscaceae Ekanayaka & K.D. Hyde 2019
- Amorphothecaceae Parbery 1969
- Arachnopezizaceae Hosoya, J.G. Han & Baral 2015
- Ascocorticiaceae J. Schröt. 1893 – workostułkowate
- Bloxamiaceae Locq. ex Hern.-Restr., Gené, R.F. Castañeda, J. Mena, Crous & Guarro 2017
- Bryoglossaceae Ekanayaka & K.D. Hyde 2019
- Calloriaceae Baral & G. Marson 2019
- Cenangiaceae Rehm 1889
- Chlorociboriaceae Baral & P.R. Johnst. 2015
- Chlorospleniaceae Ekanayaka & K.D. Hyde 2019
- Chrysodiscaceae Baral & Haelew. 2019
- Cordieritidaceae Sacc. 1889
- Dermateaceae Fr. 1849
- Discinellaceae Ekanayaka & K.D. Hyde 2019
- Drepanopezizaceae Baral 2019
- Erysiphaceae Tul. & C. Tul. 1861 – mączniakowate
- Gelatinodiscaceae S.E. Carp. 1976
- Godroniaceae Baral 2015
- Hamatocanthoscyphaceae Ekanayaka & K.D. Hyde 2019
- Helotiaceae Rehm 1892 – tocznikowate
- Heterosphaeriaceae Rehm 1888
- Hyaloscyphaceae Nannf. 1932 – przeźroczkowate
- Hydrocinaceae Ekanayaka & K.D. Hyde 2019
- Hyphodiscaceae Ekanayaka & K.D. Hyde 2019
- Lachnaceae Raitv. 2004
- Leptodontidiaceae Hern.-Restr., Crous & Gené 2017
- Loramycetaceae Dennis ex Digby & Goos 1988
- Mollisiaceae Rehm 1891
- Myxotrichaceae Locq. ex Currah 1985
- Neocrinulaceae Crous 2017
- Neolauriomycetaceae Crous 2018
- Patellariopsidaceae Karun., Camporesi & K.D. Hyde 2020
- Pezizellaceae Velen. 1934
- Pleuroascaceae Unter. & Réblová 2019
- Ploettnerulaceae Kirschst. 1924
- Porodiplodiaceae Crous 2018
- Rutstroemiaceae Holst-Jensen, L.M. Kohn & T. Schumach. 1997 – baziówkowate
- Sclerotiniaceae Whetzel 1945 – twardnicowate
- Solenopeziaceae Ekanayaka & K.D. Hyde 2019
- Tricladiaceae P.R. Johnst. & Baschien 2020
- Vandijckellaceae Sand.-Den. 2017
- Vibrisseaceae Korf 1990 – włosóweczkowate[2].
- liczne rodzaje incertae sedis, m.in.: Bulgariella, Cistella, Coronellaria, Crocicreas, Gorgoniceps, Hysteropezizella, Mitrula, Patinellaria, Roseodiscus, Stamnaria, Thedgonia, Urceolella[2].